# Мохлакенг (Лесото)
Мохлакенг (англ. Mohlakeng) — одна з місцевих громад, що розташована в районі Масеру, Лесото. Населення місцевої громади у 2006 році становило 18 906 осіб.